# 谷應泰
谷應泰（1620年—1690年），字賡虞，別號霖蒼，直隸豐潤（今河北唐山市豐潤區）人，明末清初政治人物。

## 生平
博聞強記，順治四年（1647年）進士，歷官户部郎中。順治十三年（1656年）提督浙江學政僉事，利用公余，延揽名士，于西湖畔设“谷霖仓著书处”，期間仿袁樞《通鑑紀事本末》之例，開始編寫《明史紀事本末》，共八十卷，分列八十個專題。《明史紀事本末》大約告成於順治十五年（1658年），較後來的《明史》早了八十多年出版。順治十七年（1660年），谷應泰遭到御史董文驥彈劾，指斥書中有違礙之處。經朝廷查阅，书中尚无不妥之處。不久被迫離開官場，晚年行事低調，不再參與修史。另著有《築益堂集》、《明史紀事本末補遺》等。